# António de Vasconcelos e Sousa da Câmara Caminha Faro e Veiga
António de Vasconcelos e Sousa da Câmara Caminha Faro e Veiga, com o nome completo de António do Santíssimo Sacramento José Maria Domingos Francisco Nicolau Agostinho Jerónimo João Crisóstomo Teresa Sancha de Vasconcelos e Sousa Câmara Caminha Faro e Veiga, (Lisboa, São José 13 de Março de 1816 - Lisboa, São José 27 de Julho de 1858) foi o 8.º conde da Calheta e 4.º marquês de Castelo Melhor
Exerceu o cargo de 17.º capitão do donatário da ilha de Santa Maria, nos Açores, de 1827 a 1832. Foi precedido no cargo por Afonso de Vasconcelos e Sousa da Câmara Caminha Faro e Veiga, 7.º conde da Calheta e 3.º marquês de Castelo Melhor.

## Relações familiares
Foi filho de Afonso de Vasconcelos e Sousa da Câmara Caminha Faro e Veiga (29 de Maio de 1783 – 27 de Agosto de 1827) e de D. Francisca de Assis Xavier Teles da Gama (6 de Dezembro de 1793 -?). Casou com D. Helena Luísa de Lima Brito Nogueira (3 de Dezembro de 1815 -?) de quem teve:
1. Helena Maria de Vasconcelos e Sousa (1 de Abril de 1836 -?), 6ª marquesa de Castelo Melhor casou com D. Manuel Maria Duarte Ximenes de Azevedo,
2. Afonso de Vasconcelos e Sousa (9 de Outubro de 1837 -?),
3. João de Vasconcelos e Sousa Camara Caminha Faro e Veiga (10 de Maio de 1841 -?) 5º marquês de Castelo Melhor.
4. Maria José do Santíssmo Sacramento Luísa João Batista de Vasconcelos e Sousa (28 de Março de 1848 -?).